# 第126独立親衛沿岸防衛旅団 (ロシア海軍)
第126独立親衛沿岸防衛旅団（だい126どくりつしんえいえんがんぼうえいりょだん、ロシア語: 126-я отдельная гвардейская бригада береговой обороны）は、ロシア海軍の旅団。第22軍団隷下。

## 概要

### 第二次世界大戦
1939年8月14日、第二次世界大戦の影響に伴い、赤軍第1狙撃師団隷下の
第3狙撃連隊を基幹に第126狙撃師団としてロシア・ソビエト連邦社会主義共和国で創設された。
1940年6月、バルト諸国占領に投入され、ラトビア、リトアニアを占領した。
1941年6月、独ソ戦に投入され、団員が1万1,697人から1,000人未満となる大損害を出して、12月に部隊は壊滅した。
1942年1月、ヴォロシーロフ狙撃師団を基幹にロシア・ソビエト連邦社会主義共和国で再編された。
1942年7月、独ソ戦に投入され、枢軸国に勝利し、赤旗勲章2個、スヴォーロフ勲章を授与された。
1945年12月、クリミア州に移駐し、第28機械化師団に改編された。

### 冷戦
1957年5月、機械化に伴い、第101自動車化狙撃師団に改編された。
1964年11月、師団番号返還に伴い、第126自動車化狙撃師団に改称された。

### ソ連海軍/ロシア海軍
1989年12月、ソ連海軍に編入し、黒海艦隊隷下に配属され、第126沿岸防衛師団に改編された。
1992年12月26日、ソビエト連邦の崩壊とロシアの独立で創設されたロシア海軍に編入し、1996年2月に黒海艦隊の分割騒動で解隊された。
2014年12月1日、ロシアのクリミア侵攻の影響に伴い、ウクライナ海軍の第36独立沿岸防衛旅団を基幹に第126独立沿岸防衛旅団としてクリミア共和国シンフェロポリで再編された。

### ロシアのウクライナ侵攻

#### 南部・ヘルソン戦線
2022年2月24日、ロシアのウクライナ侵攻では、第49諸兵科連合軍、第58諸兵科連合軍、第8親衛諸兵科連合軍隷下の第20親衛自動車化狙撃師団と合同でクリミア共和国から攻勢を開始し、ロケット砲大隊のミハイル・エルモリン大隊長が戦死したが、3月上旬までに南部ヘルソン州ヘニチェスク、ノヴァ・カホウカ、ヘルソン、スカドフスクを占領した。

#### 南部・ムィコラーイウ戦線
2022年3月、南部ムィコラーイウ州ムィコラーイウ地区で攻勢を開始し、迂回して北からムィコラーイウ包囲を試みたがボズネセンスクで大損害を出して撃退された。
2022年3月28日、ウラジーミル・プーチン大統領から、名誉称号「親衛隊」を授与された。
2022年4月、イギリス国防省は部隊が死傷者5割以上の損害を出したと発表した。

#### 南部・ヘルソン戦線
2022年10月、南部ヘルソン州ベリスラフ地区に配備され、ドニエプル川西岸の橋頭堡を防御していたが、兵員不足で一部の陣地では村に兵士が15人しか配置されていないこともあり、脆弱性に勘づいたウクライナ軍に防衛線のダヴィディウ・ブリドを解放された。侵攻開始以来ローテーション無しで部隊が壊滅したため、団員は装甲兵員輸送車があと1両しか残ってないと報告し、前線維持のため急遽ワグネル・グループからオフロード車4両の供与を受けたが、11月中旬にヘルソンを解放されてドニエプル川西岸から撤退した。
2023年5月、南部ヘルソン州ヘルソン地区に再配置され、ヴェリキ・ポチョムキン島に展開した。

## ギャラリー

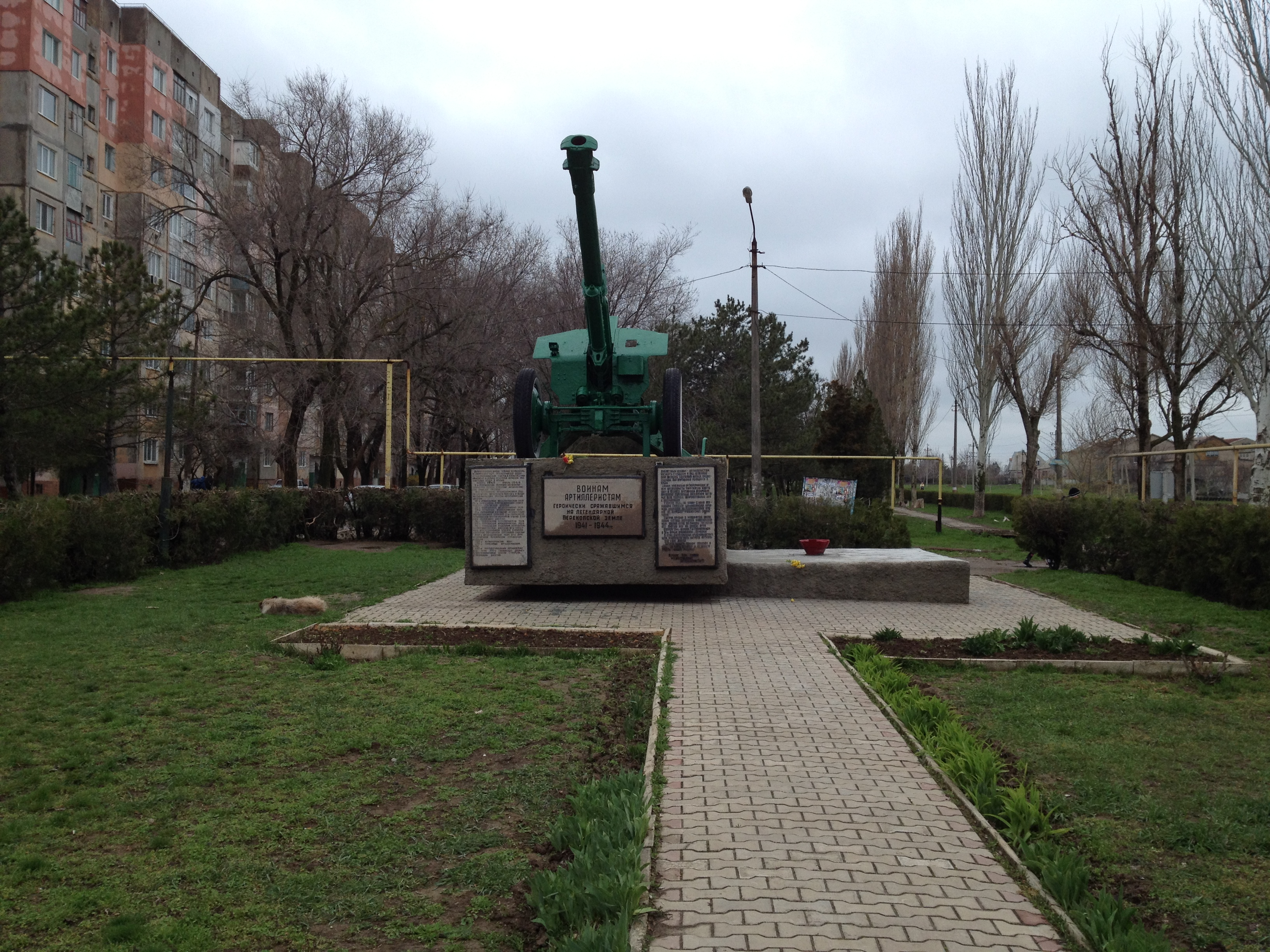
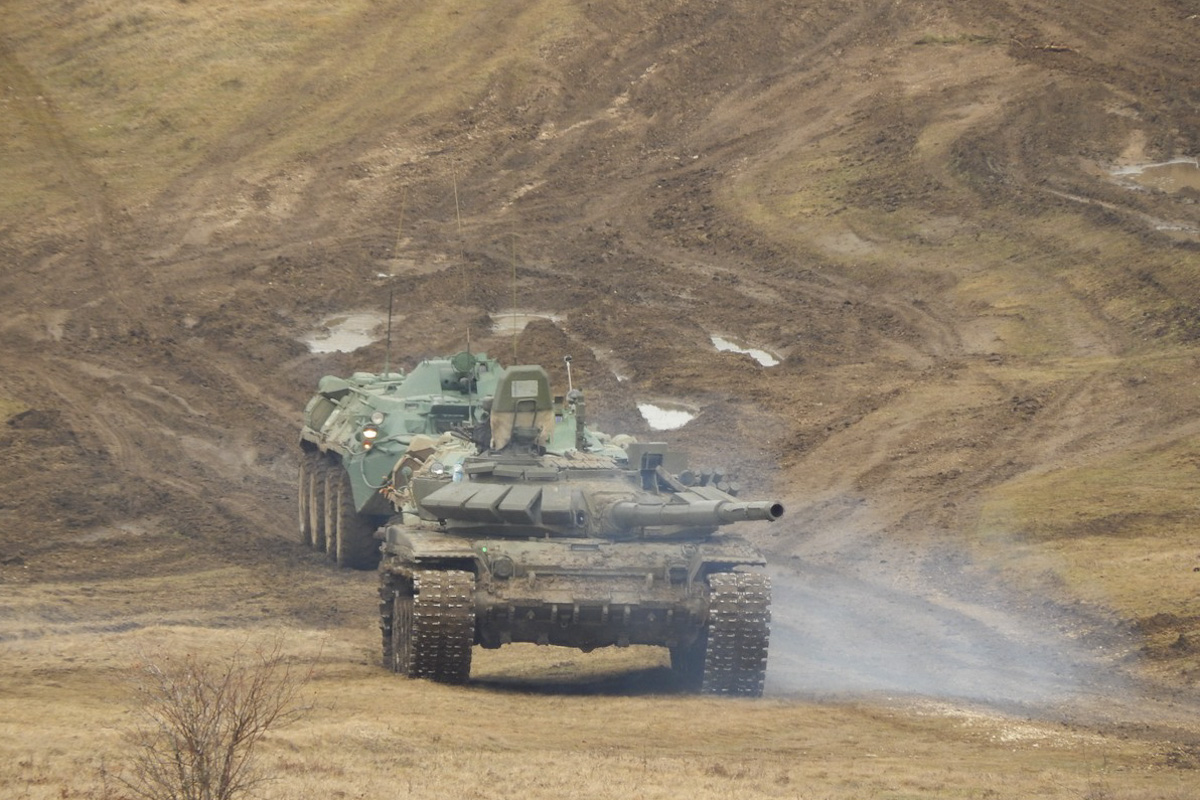
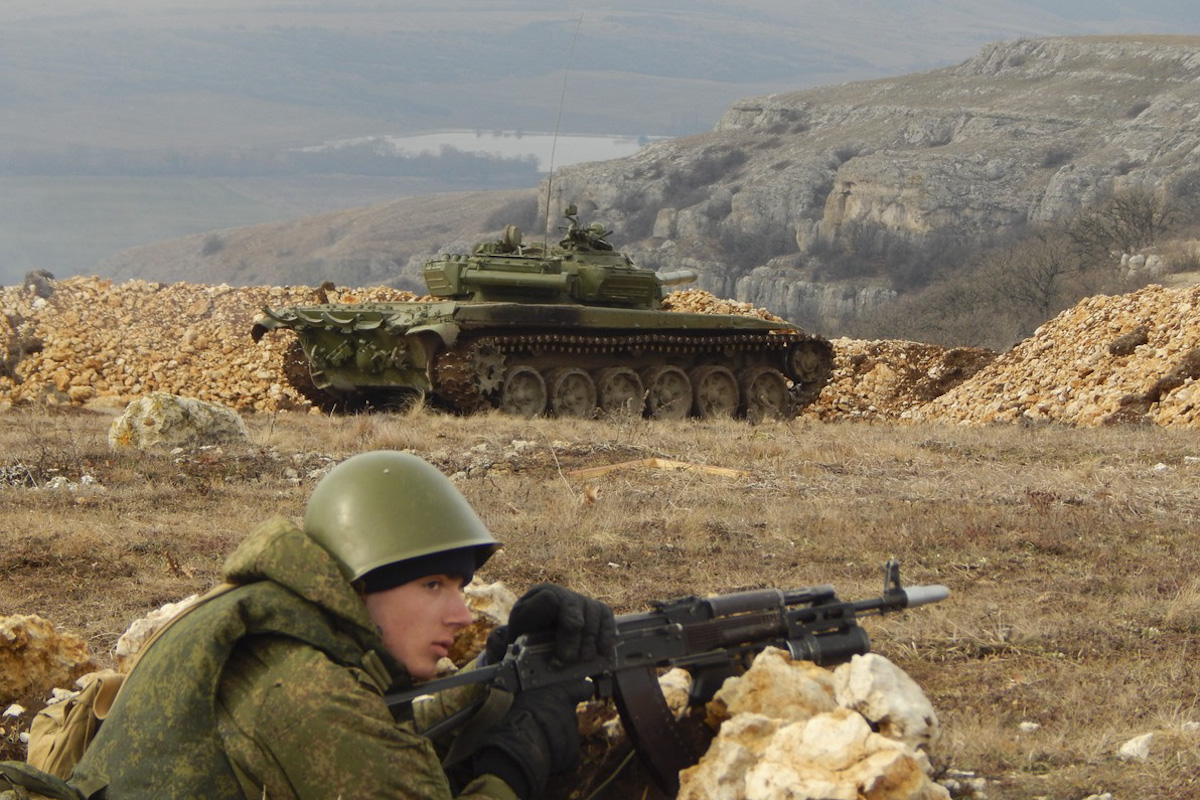
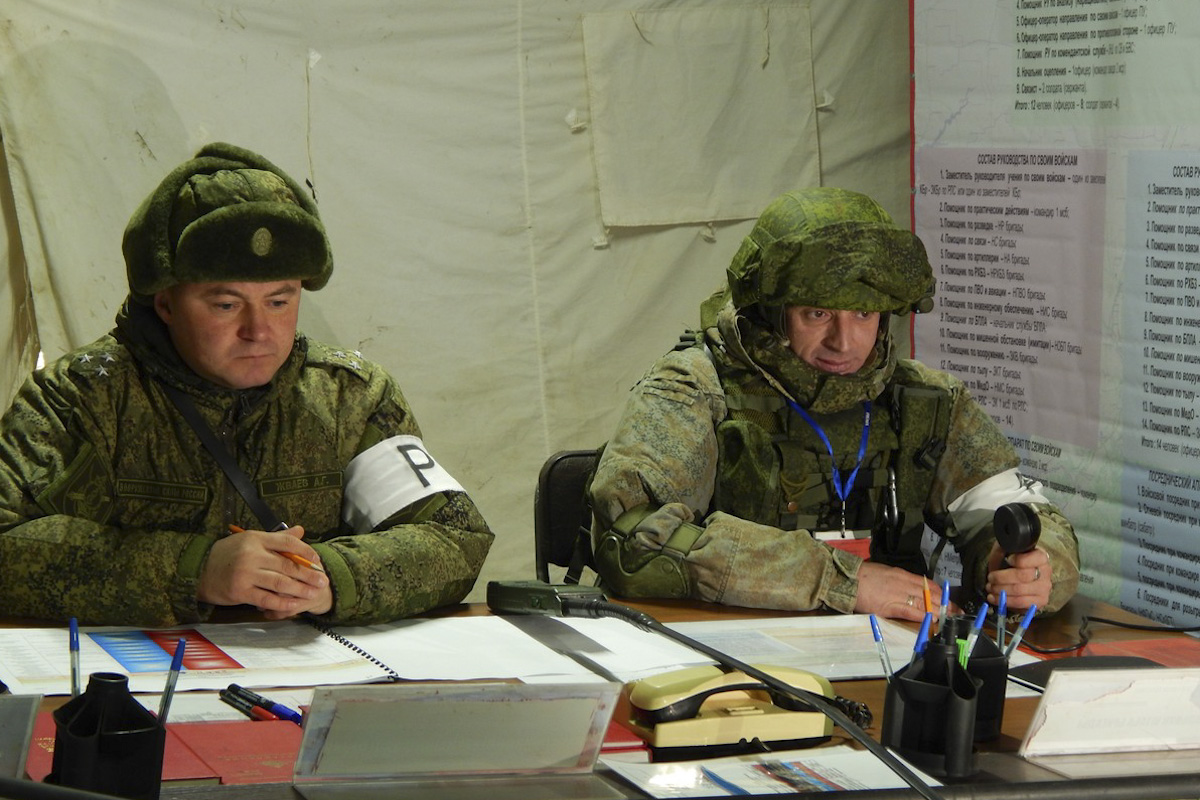

## 編制
- 旅団司令部（ペレヴァリノエ）
- 第1自動車化狙撃大隊
- 第2自動車化狙撃大隊
- 山岳自動車化狙撃大隊
- 戦車大隊
- 榴弾砲大隊
- ロケット砲大隊
- 防空大隊

- 偵察大隊
- 工兵大隊
- 通信大隊
- 補給大隊
- 狙撃中隊
- 整備中隊
- 電子戦中隊
- NBC防護中隊
- 衛生中隊